# 復仇式色情
复仇式色情（revenge porn），又稱色情復仇、色情報復，是一種未經過他人同意，任意散佈含有他人色情內容之照片或影片等影像的報復手段。這些色情影像通常來自於與行為人具有亲密关系之伴侶，可能是在伴侶知道並同意的狀況下取得，也可能是在伴侶不知道的情況下拍攝而得。拥有這些影音檔案的行為者可能以復仇式色情意圖作為一種勒索手段，強迫其伴侶持續他們的親密關係，或是持續發生性行为。或是为了惩罚伴侶結束兩人的关系，而散佈這些色情影像。

## 定義
復仇式色情也被稱作「色情報復」，指未經過當事人同意，將性私密照片散佈讓第三者觀看的行為。也被稱為「非同意色情」（Nonconsensual Pornography, NCP）或「未經當事人同意散佈私密影像」」。若持有這類色情或性私密影像，並以復仇式色情作為威脅，以脅迫當事人則屬於一種「性勒索（Sextortion）」的行為。
复仇式色情一般用於指上传这个的色情影像来羞辱或恐吓已经断绝关系之伴侶的行為 。但也有時也被用来描述一些不包含「复仇」案例，像是一些追求利潤或是惡名的駭客或個人，將非自愿性色情影像散佈的行為。復仇式色情图像通常伴随着足夠用以识别當事人的資訊，像是名字和地點，并可以透過社会媒体找到其個人的生活概况、家庭地址和工作场所。受害者可能會因為這些影像而在公共長所或是網路中遭到人身攻擊或霸凌，並且可能完全摧毀其生活。在實際上，一經發現一些公司在求職的過程中會篩選求職者的潛在的不良資訊，並且導致許多複仇色情的受害者失去找到工作的機會。一些学者認為，所谓「色情式报复」不是良好的用語，稱為「影像性虐待（image based sexual abuse）」較佳。

## 背景
在1980年代，《好色客》雜誌開始了一個叫做「海狸狩獵」（Beaver Hunt）的每月專欄，專門張貼由讀者投稿的女性裸照。刊登在海狸狩獵的照片常常包含一些女性的細節資訊，像是：興趣愛好、性幻想等，有時甚至包含名字。但不是所有的專欄照片都由照片上的女性自己投稿，並且有許多女性對好色客雜誌進行訴訟，指該雜誌在未經本人許可的狀況下發布照片，或是沒有驗證同意書上資訊的真偽。這種發布他人裸照在雜誌上的方式可能是復仇式色情的濫觴。
幾十年後，意大利研究員塞爾吉奧·梅西納（Sergio Messina）提出「真實色情」（realcore pornography）的概念，並指出這是一種新類型的色情散播模式，其中包括使用Usenet散發前女友的色情圖像與視頻。2008年，聚集許多業餘色情內容的網站「XTube」開始收到投訴，指出一些發布於其平台上面的色情內容並未經過影像內人物的同意。當時也有許多網站開始提供上傳色情內容，這可能包含一些真實用戶所上傳的內容，也可能包含一些復仇式色情的內容。
2010年，美國互聯網企業家Hunter Moore推出一個叫做「有人在家嗎？」（"Is Anyone Up？"）的網站，此時復仇式色情才真正開始引起國際媒體的關注。這個網站的特色及為用戶上傳的色情內容，並且被認為是最早採用與海狸狩獵相同模式經營的網站，上傳到網站上的色情內容通常包含有識別資訊，例如：主題、雇主、地址和社交媒體頁面鏈接等。社會運動者夏洛特·勞斯（Charlotte Laws）是第一個出面反對Hunter Moore的人，同時也是第一批公開支持復仇式色情受害者的人。這引起了Hunter Moore以及其支持者的強烈反對，他們提起了法律訴訟並且對夏洛特發出了死亡威脅。夏洛特·勞斯後來以「復仇式色情的艾琳·布羅克維奇」聞名。她同時也是是第一批為了建立復仇式色情反制法律與立法者會面的人士之一。

## 法律
有越來越多關於復仇式色情的民事诉讼及報導出現，一些國家與司法管轄區也以不同的方式通过禁止復仇式色情的立法。復仇式色情已經被確認為精神虐待、家庭暴力，以及一種性虐待的形式。目前已經通过法律禁止復仇式色情的法律管轄區包括：以色列、德国、英国、加拿大 、意大利、美国；以及澳大利亚的维多利亚新南威尔士州北部领土 、澳大利亚首都地区、的西澳大利亚 和南澳大利亚。

### 未成年人
無論是否牽涉復仇式色情，只要影片或照片中的當事人為未成年人，就會再牽涉兒童色情的法律問題。就算在不涉及復仇色情的情況下與未成年人互傳色情短訊（sexting）也一樣有法律責任。

## 註解
1. ↑  Beaver在英語中用以代表女性生殖器或陰部。